# Brunettia soteropolitana
Brunettia soteropolitana är en tvåvingeart som beskrevs av Freddy Bravo 2002. Brunettia soteropolitana ingår i släktet Brunettia och familjen fjärilsmyggor. Inga underarter finns listade i Catalogue of Life.